# Cuartel de Antigones
El Cuartel de Antiguones, también conocido en la actualidad como Antigones, es un antiguo cuartel situado en el casco antiguo de la ciudad española de Cartagena (Región de Murcia), que actualmente alberga la Escuela Técnica Superior de Ingeniería de Telecomunicación y la Sala 2 del CRAI Biblioteca de la Universidad Politécnica de Cartagena (Campus Muralla del Mar).

## Historia
El arquitecto del cuartel fue, como en la mayoría de edificaciones militares del siglo XVIII en Cartagena, el ingeniero militar croata Mateo Vodopich, quien escogió para la ejecución del proyecto la falda sur del cerro de Despeñaperros.
Las obras se iniciaron el 1 de julio de 1783 y concluyeron trece años después, el 31 de diciembre de 1796, siendo posiblemente su primera unidad ocupante el Regimiento de Infantería Aragón n.º 17, que llegó a la ciudad en 1797. El cuartel recibió su nombre a causa de la zona en la que se enclavaba, llamada Los Antiguones por los vestigios del pasado romano desperdigados por la colina, destacando un anfiteatro.
En 1804, Cartagena sufrió una epidemia de fiebre amarilla que desbordó de pacientes el cercano Hospital de Marina, llegándose a contar 9000 personas convalecientes. Para hacer frente a la situación, el médico de la Armada Miguel Cabanellas se hizo cargo de un hospital de emergencia que se instaló en Antiguones previo desalojo de los regimientos de Infantería Valencia n.º 14 y los suizos del Traxtler n.º 5.
El último regimiento que guarneció el Cuartel de Antigones fue el de Infantería Mecanizada España n.º 18, que fue disuelto en 1996. Desde entonces el edificio sufrió un abandono que se prolongó hasta que fue rehabilitado por los arquitectos Martín Lejárraga y Fulgencio Avilés entre los años 2000 y 2005, cuando fue cedido a la Universidad Politécnica de Cartagena, que hizo de él la sede de su Escuela Técnica Superior de Ingeniería de Telecomunicación (ETSIT) y sede del Servicio de Documentación.
En 2015, el Servicio de Documentación actualizó su nombre y pasó a llamarse CRAI Biblioteca (Centro de Recursos para el Aprendizaje y la Investigación).

## Arquitectura
Se trata de una gran construcción de dos pisos para el Ejército de Tierra en una ciudad como Cartagena, en la que la Armada tenía el predominio absoluto. Consta de una fachada de mampostería con pequeñas aportaciones de ladrillo, mientras que las esquinas las conforman sillares. Los huecos de las ventanas mantienen las mismas dimensiones en cada frente, con unos desagües entre cada una que despiden el agua que la lluvia arroja sobre la cubierta.
La planta se presenta en forma de «U» con tres crujías, la mayor paralela a la Muralla del Mar y con dos torres anexas. En el centro del recinto encontramos un amplio patio de armas, y en la plana cubierta observamos teja árabe y azotea pavimentada.